# Edna F. Kelly
Edna Flannery Kelly, née le 20 août 1906 à East Hampton (New York) et morte le 14 décembre 1997 à Alexandria (Virginie), est une femme politique américaine membre du Parti démocrate et représentante de l'État de New York entre 1949 et 1969.